# Asplenium powellii
Asplenium powellii är en svartbräkenväxtart som beskrevs av Bak. Asplenium powellii ingår i släktet Asplenium och familjen Aspleniaceae. Inga underarter finns listade.